# Барр, Колин
Ко́лин Барр (англ. Colin Barr) — шотландский кёрлингист.
В составе мужской сборной Шотландии участник чемпионата мира 1994 (заняли седьмое место). Чемпион Шотландии среди мужчин (1994), серебряный призёр чемпионата Шотландии среди смешанных команд (1998).

## Достижения
- Чемпионат Шотландии по кёрлингу среди мужчин: золото (1994).
- Чемпионат Шотландии по кёрлингу среди смешанных команд: серебро (1998).

## Команды
| Сезон                                          | Четвёртый      | Третий        | Второй     | Первый       | Запасной          | Турниры                      |
| ---------------------------------------------- | -------------- | ------------- | ---------- | ------------ | ----------------- | ---------------------------- |
| 1993—94                                        | Колин Хэмилтон | Боб Келли     | Вик Моран  | Колин Барр   | Тревор Доддс (ЧМ) | ЧШМ 1994 · ЧМ 1994 (7 место) |
| 1994—95                                        | Колин Хэмилтон | Колин Барр    | Вик Моран  | Тревор Доддс |                   | [ 2 ]                        |
| Кёрлинг среди смешанных команд (mixed curling) |                |               |            |              |                   |                              |
| 1997—98                                        | Боб Келли      | Джиллиан Барр | Колин Барр | Wendy Barr   |                   | ЧШСК 1998                    |

(скипы выделены полужирным шрифтом)